# Evroliga 2005-06
V Sezoni 2005-2006 Evrolige je sodelovalo 24 klubov iz trinajstih držav. Naslov prvaka je osvojil klub CSKA Moscow, ki je v finalu premagal Maccabi Tel Aviv.

## Redna sezona
|  | Klub napreduje  |
|  | Klub je izločen |

### Skupina A
|    | Klub             | Tek | Z  | P  | DK   | PK   | Raz  |
| -- | ---------------- | --- | -- | -- | ---- | ---- | ---- |
| 1. | TAU Cerámica     | 14  | 11 | 3  | 1130 | 976  | 154  |
| 2. | Climamio Bologna | 14  | 10 | 4  | 1114 | 989  | 125  |
| 3. | Žalgiris         | 14  | 9  | 5  | 1065 | 1037 | 28   |
| 4. | Benetton Treviso | 14  | 8  | 6  | 1042 | 1134 | 8    |
| 5. | Bamberg          | 14  | 7  | 7  | 975  | 1023 | -48  |
| 6. | Union Olimpija   | 14  | 5  | 9  | 1059 | 1080 | -21  |
| 7. | SIG Strasbourg   | 14  | 3  | 11 | 972  | 1058 | -86  |
| 8. | AEK Athens       | 14  | 3  | 11 | 940  | 1100 | -160 |

### Skupina B
|    | Klub             | Tek | Z | P | DK   | PK   | Raz  |
| -- | ---------------- | --- | - | - | ---- | ---- | ---- |
| 1. | Maccabi Tel Aviv | 14  | 9 | 5 | 1220 | 1135 | 85   |
| 2. | Efes Pilsen      | 14  | 9 | 5 | 1025 | 995  | 30   |
| 3. | Lietuvos Rytas   | 14  | 8 | 6 | 1068 | 1012 | 56   |
| 4. | Winterthur FCB   | 14  | 7 | 7 | 1079 | 1021 | 58   |
| 5. | Olympiacos       | 14  | 7 | 7 | 1085 | 1059 | 26   |
| 6. | Cibona           | 14  | 6 | 8 | 917  | 1054 | -137 |
| 7. | Prokom Trefl     | 14  | 5 | 9 | 997  | 1066 | -69  |
| 8. | Olimpia Milano   | 14  | 5 | 9 | 1036 | 1085 | -49  |

### Skupina C
|    | Klub              | Tek | Z  | P  | DK   | PK   | Raz  |
| -- | ----------------- | --- | -- | -- | ---- | ---- | ---- |
| 1. | Unicaja Málaga    | 14  | 12 | 2  | 1100 | 1015 | 85   |
| 2. | Panathinaikos     | 14  | 12 | 2  | 1219 | 1063 | 156  |
| 3. | CSKA Moscow       | 14  | 10 | 4  | 1116 | 950  | 166  |
| 4. | Real Madrid       | 14  | 7  | 7  | 1012 | 1004 | 8    |
| 5. | Ülker             | 14  | 5  | 9  | 1000 | 1055 | -55  |
| 6. | Montepaschi Siena | 14  | 4  | 10 | 1001 | 1055 | 54   |
| 7. | Pau-Orthez        | 14  | 4  | 10 | 971  | 1103 | -132 |
| 8. | Partizan          | 14  | 2  | 12 | 978  | 1152 | -174 |

## Top 16
|  | Klub napreduje  |
|  | Klub je izločen |

### Skupina D
|    | Klub           | Tek | Z | P | DK  | PK  | Raz |
| -- | -------------- | --- | - | - | --- | --- | --- |
| 1. | Winterthur FCB | 6   | 5 | 1 | 448 | 434 | +14 |
| 2. | Olympiacos     | 6   | 4 | 2 | 490 | 450 | +40 |
| 3. | Unicaja Málaga | 6   | 3 | 3 | 447 | 435 | +12 |
| 4. | Žalgiris       | 6   | 0 | 6 | 425 | 491 | -66 |

### Skupina E
|    | Klub             | Tek | Z | P | DK  | PK  | Raz |
| -- | ---------------- | --- | - | - | --- | --- | --- |
| 2. | Maccabi Tel Aviv | 6   | 5 | 1 | 491 | 448 | +43 |
| 2. | Real Madrid      | 6   | 4 | 2 | 446 | 412 | +34 |
| 3. | Climamio Bologna | 6   | 2 | 4 | 469 | 477 | -8  |
| 4. | Ülker            | 6   | 1 | 5 | 415 | 484 | -69 |

### Skupina F
|    | Klub           | Tek | Z | P | DK  | PK  | Raz |
| -- | -------------- | --- | - | - | --- | --- | --- |
| 1. | CSKA Moscow    | 6   | 5 | 1 | 441 | 391 | +50 |
| 2. | TAU Cerámica   | 6   | 4 | 2 | 453 | 422 | +31 |
| 3. | Lietuvos Rytas | 6   | 3 | 3 | 422 | 427 | -5  |
| 4. | Bamberg        | 6   | 0 | 6 | 374 | 450 | -76 |

### Skupina G
|    | Klub             | Tek | Z | P | DK  | PK  | Raz |
| -- | ---------------- | --- | - | - | --- | --- | --- |
| 1. | Panathinaikos    | 6   | 3 | 3 | 447 | 419 | +28 |
| 2. | Efes Pilsen      | 6   | 3 | 3 | 446 | 447 | -1  |
| 3. | Benetton Treviso | 6   | 3 | 3 | 476 | 488 | -12 |
| 4. | Cibona           | 6   | 3 | 3 | 458 | 473 | -15 |

## Četrtfinale

### Četrtfinale 1
|         | Dom. ekipa     | Rezultat | Gost. ekipa    | Prizorišče | Datum |
| ------- | -------------- | -------- | -------------- | ---------- | ----- |
| Tekma 1 | Winterthur FCB | 72 - 58  | Real Madrid    | Barcelona  |       |
| Tekma 2 | Real Madrid    | 84 - 78  | Winterthur FCB | Madrid     |       |
| Tekma 3 | Winterthur FCB | 76 - 70  | Real Madrid    | Barcelona  |       |

### Četrtfinale 2
|         | Dom. ekipa       | Rezultat | Gost. ekipa      | Prizorišče | Datum |
| ------- | ---------------- | -------- | ---------------- | ---------- | ----- |
| Tekma 1 | Maccabi Tel Aviv | 87 - 78  | Olympiacos       | Tel Aviv   |       |
| Tekma 2 | Olympiacos       | 76 - 70  | Maccabi Tel Aviv | Atene      |       |
| Tekma 3 | Maccabi Tel Aviv | 77 - 73  | Olympiacos       | Tel Aviv   |       |

### Četrtfinale 3
|         | Dom. ekipa  | Rezultat | Gost. ekipa | Prizorišče | Datum |
| ------- | ----------- | -------- | ----------- | ---------- | ----- |
| Tekma 1 | CSKA Moscow | 66 - 57  | Efes Pilsen | Moskva     |       |
| Tekma 2 | Efes Pilsen | 71 - 75  | CSKA Moscow | Carigrad   |       |

### Četrtfinale 4
|         | Dom. ekipa    | Rezultat | Gost. ekipa   | Prizorišče      | Datum |
| ------- | ------------- | -------- | ------------- | --------------- | ----- |
| Tekma 1 | Panathinaikos | 72 - 58  | TAU Cerámica  | Atene           |       |
| Tekma 2 | TAU Cerámica  | 85 - 79  | Panathinaikos | Vitoria-Gasteiz |       |
| Tekma 3 | Panathinaikos | 71 - 74  | TAU Cerámica  | Atene           |       |

## Final Four

### Polfinale

#### Polfinale 1
|  | Maccabi Tel Aviv | 85 – 70 | TAU Cerámica | Sazka Arena, Praga |  |

#### Polfinale 2
|  | Winterthur FCB | 75 – 84 | CSKA Moscow | Sazka Arena, Praga |  |

### Za tretje mesto
|  | Winterthur FCB | 82 – 87 | TAU Cerámica | Sazka Arena, Praga |  |

### Finale
|  | CSKA Moscow | 73 – 69 | Maccabi Tel Aviv | Sazka Arena, Praga |  |

## Priznanja
Najkoristnejši igralec redne sezone
- Anthony Parker (  Maccabi Tel Aviv )

Najkoristnejši igralec zaključnega turnirja
- Theodoros Papaloukas (  CSKA Moscow )

Idealna peterka leta
- Theodoros Papaloukas (  CSKA Moscow )
- Juan Carlos Navarro (  Winterthur FC Barcelona )
- Anthony Parker (  Maccabi Tel Aviv )
- Luis Scola (  TAU Cerámica )
- Nikola Vujčić (  Maccabi Tel Aviv )

Najboljši branilec
- Dimitris Diamantidis (  Panathinaikos )

Najboljši mladi košarkar
- Andrea Bargnani (  Benetton Treviso )

Najboljši strelec sezone
- Drew Nicholas (  Benetton Treviso )